# República Popular de Lugansk
La República Popular de Lugansk (RPL; en ruso: Луга́нская Наро́дная Респу́блика), o simplemente R. P. de Lugansk, fue un Estado con reconocimiento limitado en Europa Oriental, que existió desde que fue autoproclamado independiente de Ucrania en abril de 2014 hasta su anexión a la Federación Rusa en 2022. Ese mismo día se autoproclamó la República Popular de Járkov en el Óblast de Járkov. Situado dentro del óblast de Lugansk, la mayor parte del óblast permaneció bajo control de Ucrania con el resto siendo controlado por la RPL en el contexto de la invasión rusa de Ucrania de 2022. De acuerdo con la constitución de Ucrania, el territorio reclamado por la RPL es una parte integral de Ucrania. Es considerada por parte de las autoridades ucranianas como un territorio temporalmente ocupado por Rusia.
En el referéndum sobre la autodeterminación de la RPL celebrado el 11 de mayo de 2014, el 96,2 % de los votantes se mostró a favor de la independencia de la región. Al día siguiente, el gobierno de la RPL declaró su soberanía y el 24 de mayo el país se unió con la República Popular de Donetsk (RPD) para formar la confederación de Nueva Rusia, una entidad efímera que fue llegó a su fin en 2015.
El 11 de junio de 2014 la RPL hizo un llamamiento a Rusia, así como a otros 14 Estados, para el reconocimiento de su independencia. En 2022, el parlamento ruso pidió el reconocimiento de las repúblicas de Lugansk y Donetsk. El 21 de febrero de 2022, el presidente ruso Vladímir Putin firmó el reconocimiento de la independencia de la RPL y la RPD provocando un aumento de tensiones en la crisis ruso-ucraniana de 2021-2022. No obstante, la independencia de la república también fue reconocida por el Estado parcialmente reconocido de Osetia del Sur y de forma oficial tanto por la República de Abjasia como por la RPD. El 29 de junio del 2022, Siria reconoció la independencia a las Repúblicas de Lugansk y Donetsk.
El Gobierno de Ucrania trata a los partidarios de la RPL como separatistas y terroristas y lleva una operación militar contra ellos, llamada «antiterrorista». Sin embargo, los miembros del Consejo Regional de Lugansk creen que hay que respetar la voluntad de los ciudadanos expresada en el referéndum para la independencia de la república, que caracterizan la operación militar del Gobierno de Ucrania como "terrorista" y dirigida contra el pueblo de la república popular.
El 3 de julio de 2022, con la toma de Lisichansk, la Federación Rusa y la República Popular de Lugansk anunciaron la «liberación» total del territorio. Antes de la invasión rusa de Ucrania de 2022, la mayor parte del territorio declarado por la RPL era controlado por las autoridades de Ucrania.
Entre el 23 y 27 de septiembre de 2022 se llevó a cabo en la región un referéndum de anexión a Rusia, con unos resultados, según fuentes oficiales rusas, de un 98.42% de votos a favor de la misma. Sin embargo, dicha consulta es considerada ilegal por una gran parte de la comunidad internacional. Tras conocerse los resultados, la República Popular de Lugansk solicitó su integración en la Federación Rusa, siendo formalmente anexionada el 30 de septiembre de 2022, convirtiéndose en un nuevo sujeto federal de la Federación Rusa el 5 de octubre.
La República Popular de Lugansk no controlaba la totalidad del óblast homónimo ucraniano, por lo que desde su autoproclamación reclamaba la totalidad del óblast de Lugansk bajo control de Kiev, cuando se incorporó como una república de Rusia, Moscú pasó a heredar las reclamaciones sobre el resto del óblast ucraniano.

## Antecedentes

### Euromaidán
Se conoce como Euromaidán (en ucraniano, Євромайда́н, Yevromaidán; «Europlaza») a una serie de manifestaciones y disturbios heterogéneos iniciada el 21 de noviembre de 2013 con grandes protestas en la Plaza de la Independencia en Kiev. Las protestas, de índole europeísta, independentista y nacionalista, se desencadenaron a raíz de la repentina decisión del presidente Viktor Yanukóvich de suspender el Acuerdo de Asociación entre la Unión Europea y Ucrania y fortalecer sus lazos con Rusia. Tras aprobar, por abrumadora mayoría, el parlamento ucraniano la ratificación del Acuerdo con la UE, Rusia habría presionado a Kiev para que lo rechazara. Los manifestantes se opusieron a lo que consideraban corrupción gubernamental generalizada, abuso de poder y violaciones de los derechos humanos. La organización no gubernamental Transparencia Internacional denunció a Yanukóvich como el principal ejemplo de corrupción en el mundo. La violenta dispersión de los manifestantes el 30 de noviembre de 2013 provocó aún más indignación en la población. El Euromaidán precipitó la renuncia del presidente el 22 de febrero de 2014 y significó el origen de la guerra ruso-ucraniana.
Tras la huida del presidente de Ucrania Víktor Yanukóvich en dirección desconocida el 21 de febrero de 2014, la Rada Suprema destituyó del cargo a Yanukóvich por «el abandono de sus funciones constitucionales». El 23 de febrero de 2014, el jefe del grupo parlamentario del Partido de las Regiones que lideraba Yanukóvich, Oleksandr Yefrémov, responsabilizó a Yanukóvich del saqueo del país y del derramamiento de sangre.
Más adelante, el 29 de marzo de 2014, el Congreso del Partido de las Regiones expulsaría de sus filas a Yanukóvich, Mikola Azárov, Oleksandr Klimenko, Serhiy Arbúzov, Valeriy Konovalyuk y Andréi Syshatski por 333 votos a favor, 45 en contra y 28 abstenciones.
Los sucesos se habían desencadenado en Kiev la noche del 21 de noviembre de 2013, un día después de que el Gobierno de Ucrania hubiera suspendido in extremis la firma del Acuerdo de Asociación y el Acuerdo de Libre Comercio con la Unión Europea (UE).
Aunque el 30 de marzo de 2012, Yanukóvich y los líderes de la UE habían acordado un estatuto de asociación de Ucrania con la UE, la entrada en vigor se fue aplazando y las negociaciones quedaron estancadas durante un año, entre otras razones porque una de las exigencias europeas era la liberación de Yulia Timoshenko y Yuri Lutsenko, opositores al Gobierno. Ello no impidió que durante los meses previos al inicio de las protestas, Yanukóvich prometiera realizar las reformas necesarias para seguir adelante con las negociaciones.
A partir del 21 de noviembre, se produjeron en la plaza de la Independencia (en ucraniano, Maidán Nezalézhnosti) de la capital varias concentraciones que exigían al gobierno retomar el diálogo con la UE. Las convocatorias lograron congregar a cientos de miles de personas, que asistieron a discursos diarios de líderes políticos opositores y de figuras destacadas de la cultura, tanto ucranianas como extranjeras. Entre sus impulsores se encontraban organizaciones sociales, la oposición política —incluidos grupos ultranacionalistas y de extrema derecha, Sector Derecho y Svoboda— y las Iglesias ucranianas —como la Iglesia ortodoxa ucraniana del Patriarcado de Kiev—, con excepción de la Iglesia ortodoxa ucraniana del Patriarcado de Moscú. En las manifestaciones también participaron representantes de minorías étnicas (rusos, chechenos, tártaros de Crimea, judíos, georgianos, armenios y otros) y ciudadanos de otros países (Polonia, Bielorrusia, Georgia, Rusia y otros).
Las protestas desembocaron en disturbios, que fueron creciendo en intensidad, al punto de que hubo días en que muchos manifestantes continuaban sus protestas toda la noche, lo que hacía imposible su desalojo del lugar por parte de las autoridades. El 16 de enero, la Rada Suprema ordenó penas contra los manifestantes, el bloqueo de edificios administrativos y la instalación de tiendas de campaña. Esto fue tomado por los manifestantes como un veto a su derecho de manifestarse y protestar. Desde entonces, las protestas provocaron una escalada de violencia en rechazo a las nuevas leyes. Como resultado, el 22 de enero las manifestaciones registraron cinco muertos.
Entre tanto, las protestas se fueron expandiendo a lo largo del centro y oeste del país, con algunos focos en el este, mayoritariamente rusófono. La exigencia no era solo el cambio económico hacia Europa, sino la sustitución total de gobierno, lo que llevó a la dimisión de Azárov el 28 de enero y a que el Parlamento reunido en asamblea extraordinaria derogara las polémicas leyes que limitaban los derechos de manifestación y reunión.
La noche del 19 y 20 de febrero, Yanukóvich y los principales líderes de la oposición (Vitali Klichkó, Arseni Yatseniuk y Oleh Tiagnibok) acordaron una tregua y la retirada de las barricadas colocadas anteriormente en la plaza de la capital para contener a las fuerzas policiales. El 21 de febrero —tras el llamado «Jueves Negro» (20 de febrero) en el que murieron más de 60 manifestantes—, se aprobó un acuerdo entre ambas partes para adelantar las elecciones, formar un gobierno de transición, volver a la Constitución de Ucrania de 2004 y frenar la violencia.
En la madrugada del 21 al 22 de febrero, Yanukóvich, sin informar al parlamento, abandonó su lujosa residencia de Mezhyhirya, en las afueras de la capital, y desapareció en dirección desconocida —según declararía más adelante, lo hizo al temer por su vida y la de su familia—. Yanukóvich no firmó la reintroducción de la Constitución de 2004 que acordó ratificar en menos de 48 en el acuerdo previo antes de desaparecer. En la mañana del 22 de febrero, la Rada Suprema lo destituyó de su cargo por «abandono de sus funciones constitucionales» y tomó el control del país, votando, por mayoría constitucional, la vuelta a la Constitución de 2004, acordada el día anterior.

### Adhesión de Crimea a Rusia
La anexión de Crimea por Rusia se refiere a la anexión unilateral no reconocida internacionalmente por parte de la Federación de Rusia de las dos entidades que forman la península de Crimea, la República de Crimea  y la ciudad autónoma de Sebastopol, y que formaban parte de la República de Ucrania desde la disolución de la Unión Soviética en 1991. Las dos entidades fueron declaradas como sujetos federales de la Federación de Rusia, de acuerdo con la Ley sobre Nuevos Territorios Federales de la legislación rusa que se aplicó en la península. Esa legislación considera a Crimea parte de Rusia desde el momento de la firma del acuerdo interestatal del 18 de marzo de 2014 y el periodo transitorio se prolongó hasta el 1 de enero de 2015.
La decisión unilateral de Vladímir Putin de anexionarse Crimea tiene su origen en el Euromaidán, la revolución ucraniana iniciada a finales de 2013, la cual culminó con la destitución del prorruso Víktor Yanukóvich que el Kremlin consideró un golpe de Estado. Entonces se iniciaron una serie de manifestaciones de rusófilos —en su mayoría rusos étnicos y ucranianos rusófonos— opuestos a los eventos ocurridos en Kiev y que anhelan estrechar sus vínculos (o inclusive integrarse) con Rusia. Luego varios gobiernos regionales propusieron referendos separatistas y se produjo una invasión militar, donde las Fuerzas Armadas de Rusia se desplegaron en Crimea, con el objetivo, según el Kremlin, de garantizar la integridad de los ucranianos prorrusos habitantes de Crimea y las bases rusas estacionadas allí, hasta que se normalizara la situación sociopolítica; desoyendo las advertencias de no invadir lanzadas por Estados Unidos y Kiev.
Previamente, las autoridades de Crimea, de ideología prorrusa,  habían solicitado la asistencia del gobierno de Moscú después de que la Rada Suprema intentara abolir la ley de lenguas cooficiales del 3 de julio de 2012. Sin embargo, el presidente interino de Ucrania, Oleksandr Turchínov, se negó a firmar esta decisión del Parlamento, instándolo a elaborar una ley nueva que regulara el uso de dichas lenguas.
La anexión de Crimea por Rusia no es reconocida por Ucrania, que la considera ilegítima y opuesta al derecho internacional, y asegura que el territorio sigue conformando la República Autónoma de Crimea y la ciudad especial de Sebastopol. Esta anexión por parte de Rusia, considerada ilegal por parte de Estados Unidos y de la Unión Europea, causó la peor crisis en las relaciones entre Rusia y Estados Unidos desde el final de la Guerra Fría, empeorada drásticamente por la invasión rusa de Ucrania de 2022. Además, ya en marzo de 2014, la Asamblea General de las Naciones Unidas aprobó la Resolución 68/262 llamada Integridad territorial de Ucrania en respuesta a la anexión de Crimea por Rusia. Aprobada por 100 países, la resolución afirmó el compromiso de las Naciones Unidas para reconocer a Crimea como parte de Ucrania, rechazando el referéndum sobre el estatus político.
Invadiendo y anexando Crimea, Rusia violaba un tratado internacional y tres tratados bilaterales firmados con Ucrania: el Memorándum de Budapest —que ofrecía garantías de seguridad por parte de sus signatarios a Ucrania—; el Tratado de Amistad y Colaboración entre Ucrania y Rusia de 1997; el Tratado sobre la permanencia de la Flota del mar Negro rusa en territorio ucraniano hasta 2017 y el Tratado de Járkov por el que dicha permanencia se extendía hasta 2042.

## Historia

### Primera fase de la guerra ruso-ucraniana

#### Protestas prorrusas
El 23 de febrero de 2014, el Congreso de diputados y gobernadores regionales del Este y Sur de Ucrania hizo un llamamiento a la resistencia y acusó a la oposición de incumplir el acuerdo de paz que había sido firmado el 21 de febrero con el destituido presidente. Además, algunas provincias del poniente ucraniano, suprimen al otrora oficialista Partido de las Regiones, así como al Partido Comunista.
El 1 de marzo, las manifestaciones contra el nuevo gobierno ucraniano se fueron extendiendo a la región del Dombás, en el sudeste de Ucrania, donde el 35-38% de la población es de etnia rusa según el censo de 2001 y el idioma ruso es hablado por al menos tres cuartos de la población; unos 10 mil manifestantes se congregaron en Donetsk —la cuna de Yanukóvich— al grito de «¡Rusia, Rusia!», izaron la bandera rusa, y escogieron a Pável Gúbarev, líder de una milicia popular, como nuevo gobernador de la provincia; mientras que unos 20 mil manifestantes prorrusos exigieron en Járkov la «federalización de Ucrania» y el archivo de las causas penales contra los policías que cumplieron su deber durante las manifestaciones europeístas. También hubo manifestaciones prorrusas en Odesa, Dnipró, Lugansk, Melitópol, Eupatoria, Zaporiyia y Kerch, entre otras; en todas estas ciudades las banderas ucranianas fueron arriadas de los edificios públicos y en su lugar ondean banderas rusas.
El Ayuntamiento de Donetsk exhortó a su Parlamento regional para que asignara una fecha para realizar un referéndum sobre el futuro del Dombás, que incluyese la posibilidad de considerar el idioma ruso como lengua oficial junto al ucraniano, a Rusia como un mediador estratégico de la región y una mayor autonomía. Mientras que en el Óblast de Lugansk se votó a favor del estatus del idioma ruso como segunda lengua oficial, desarmar a las unidades de autodefensa del Maidán y la prohibición de un número de organizaciones políticas como Svoboda. Se amenazó a las autoridades ucranianas centrales que se reservaba el derecho a «solicitar la ayuda del hermano pueblo de la Federación Rusa». Al mismo tiempo, una manifestación en Járkov reunió decenas de millares de personas que invadieron la sede de la administración regional y obligaron a los partidarios del gobierno central a pedir disculpas. La Cámara Municipal de Mariúpol fue tomada por manifestantes. También hubo protestas en Lugansk, que reunieron cerca de 10 000 personas pidiendo la realización de un referéndum. Además, una manifestación contra el fascismo y la violencia, y favorable a la unión de Ucrania con Rusia y Bielorrusia y la realización de un referéndum reunió más de 400 personas en Jersón.
Entre tanto, Yanukóvich escribió una carta a Vladímir Putin pidiéndole que usara las fuerzas armadas rusas para defender al pueblo y restablecer la legitimidad, la paz, la estabilidad, la ley y el orden. Este pedido fue citado por Vitali Churkin, el representante permanente de Rusia ante las Naciones Unidas, en la tercera reunión de emergencia del Consejo de Seguridad de las Naciones Unidas sobre Ucrania. Al día siguiente, el Consejo Regional de Lugansk adoptó posiciones semejantes a las de la Cámara Municipal de Donetsk, y declaró ilegítimas a las nuevas autoridades ejecutivas ucranianas, solicitó el desarme de los grupos armados ilegales, la prohibición de organizaciones profascistas y neo-fascistas, y se reservó el derecho a solicitar ayuda al pueblo hermano de Rusia. Poco después, una manifestación dirigida por la Guardia de Lugansk exigió que los diputados solicitasen a Putin el envío de tropas, y durante las protestas, ocuparon el edificio del Consejo Regional.

#### Referéndum
El 8 de abril de 2014, tras la anexión de Crimea por Rusia, los separatistas prorrusos que ocupaban el edificio administrativo del óblast de Lugansk planearon declarar la independencia de la región como la República Parlamentaria de Lugansk, después de que otros separatistas prorrusos declararan la República Popular de Donetsk el 7 de abril. 2014. Cuando la República Parlamentaria de Lugansk dejó de existir, los separatistas declararon la República Popular de Lugansk el 27 de abril de 2014.
Hacia el 10 de mayo, se confirmó la ausencia de observadores internacionales. El referéndum sobre el estatus político de Lugansk, fue anunciado para el 11 de mayo de 2014, en el que los electores decidieron sobre la proclamación de la «independencia estatal» de esta región de Ucrania, en el contexto de las protestas prorrusas en el sudeste del país. Ese mismo día, la autoproclamada República Popular de Donetsk también celebró un referéndum sobre su autonomía.
Encuestas iniciales realizadas por varios medios de comunicación internacionales mostraron una mayoría de votos a favor de la autonomía. En ausencia de observadores internacionales es imposible corroborar el resultado; sin embargo, en la noche del 11 de mayo, la autoproclamada comisión electoral dio a conocer los resultados finales: con una participación del 74,87 %, un 89,07 % votó al «Sí», a favor de la independencia de la República Popular de Donetsk, y un 10,19 % al «No». Un 96,2 % votó al «Sí», a favor de la independencia de la República Popular de Lugansk.
El Servicio de Seguridad de Ucrania (SBU) publicó una grabación de audio el 5 de mayo, la cual era una llamada telefónica entre el líder separatista de Donetsk llamado Dima Boitsov y el líder del grupo paramilitar de extrema derecha Unidad Nacional Rusa, Aleksandr Barkashov. En la grabación, Boitsov dijo que quería posponer el referéndum debido a la incapacidad de la RPD para controlar toda la óblast de Donetsk. Barkashov dijo que había hablado con Putin e insistió en que Boitsov celebrara el referéndum sin importar las preocupaciones del líder separatista. Sugirió que Boitsov registrara los resultados como un 89 % a favor de la autonomía. Los separatistas se apresuraron a calificar grabación como falsa. Sin embargo, el 89 % mencionado en la llamada telefónica coincide exactamente con el resultado del referéndum, que tuvo lugar el 11 de mayo de 2014, es decir, varios días después de que se publicara la grabación.
Un contra referéndum realizado por el gobierno ucraniano en las zonas del Dombás que controlaba mostró cómo alrededor del 90% de los encuestados prefería permanecer en Ucrania.

### Proclamación de la República

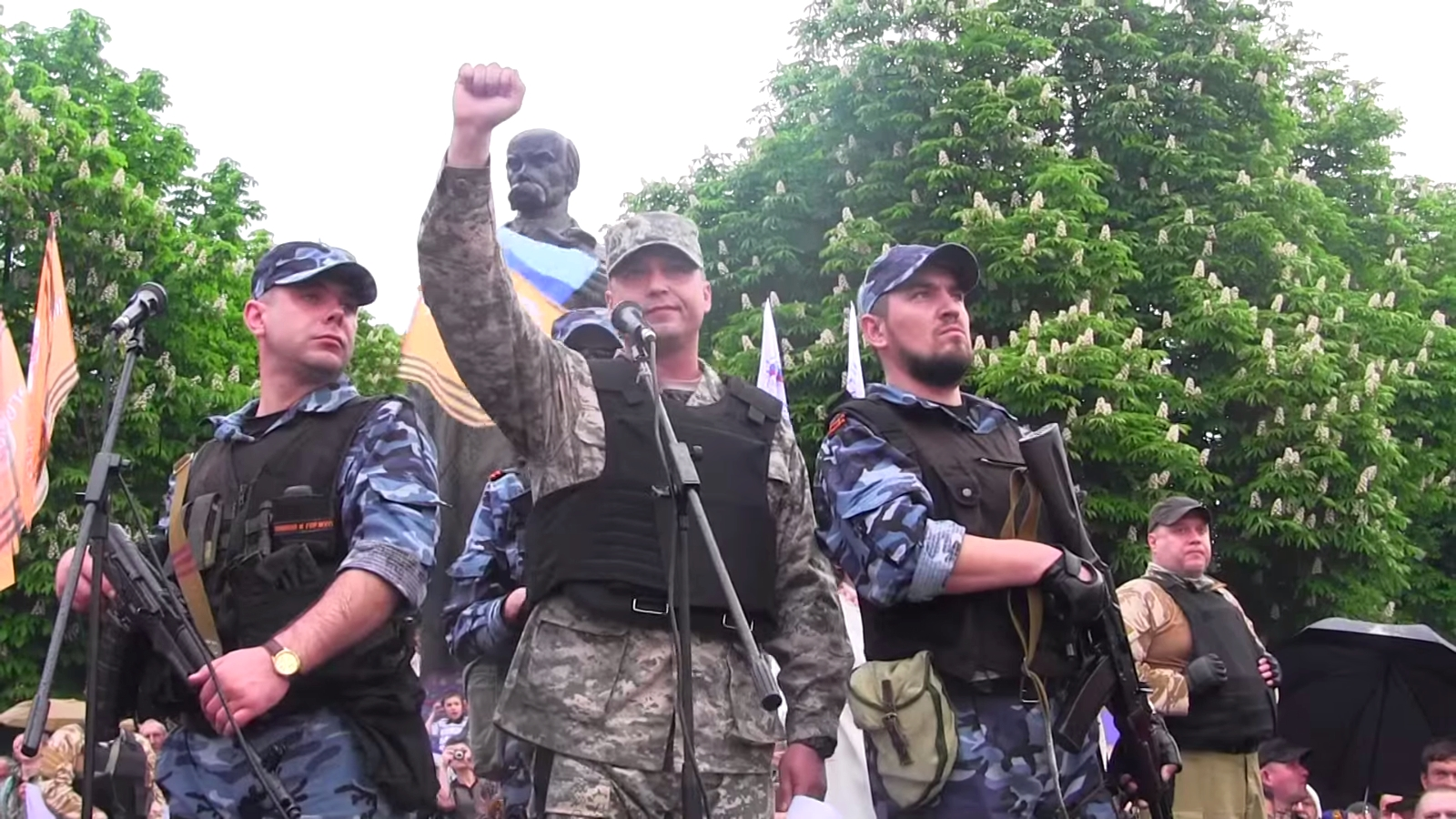
Valeri Bólotov proclamando la Independencia de la República Popular de Lugansk, el 12 de mayo de 2014.

La República Popular de Lugansk había sido proclamada el 27 de abril de 2014. Se celebró un referéndum sobre la separación de Ucrania el 11 de mayo de 2014. El 12 de mayo las autoridades de la república declararon su independencia y el 18 de mayo fue aprobada una constitución temporal. La legitimidad de los referéndums no fue reconocida por ningún gobierno. Ucrania no reconoció el referéndum, mientras que la UE y EE. UU. afirmaron que los referéndums eran ilegales y fraudulentos. Más tarde comenzó la guerra en Donbas.
El 2 de noviembre de 2014, tuvieron lugar las Elecciones generales de las que resultaron ganadores Ígor Plótnitski como jefe de Estado y su partido Paz para la Región de Lugansk para el parlamento.

### La guerra del Dombás entre 2016 y 2019
Como resultado de la Guerra en Donbass, los insurgentes de Lugansk controlaron un tercio del óblast de Ucrania, incluida la ciudad de Lugansk, la ciudad más poblada de la región. Debido a esto, la mayoría de las funciones gubernamentales del oblast controlado por Ucrania se trasladaron a Severodonetsk.

### Invasión rusa de Ucrania de 2022
Durante la invasión rusa de Ucrania en 2022, las fuerzas terrestres rusas cruzaron la frontera rusa el 22 de febrero de 2022. Durante la Batalla de Donbas, las tropas rusas capturaron las ciudades de Severodonetsk y Lisichansk en junio y julio de 2022.
El 3 de julio de 2022, Rusia anunció la toma de todo el territorio de Lugansk, tras la caída de Lisichansk  y localidades cercanas.
Batalla de Severodonetsk
Para el 1 de junio, a raíz de información multimedia en la que se mostraba a combatientes chechenos en varios puntos del centro de la ciudad e incluso en la sede del Servicio de Seguridad de Ucrania, se estima que el ejército ruso controla ya la mayor parte de la ciudad.
El 8 de junio, Serhiy Haidái dijo: “Nadie va a abandonar la ciudad, aunque nuestro ejército tenga que retirarse a posiciones más fortificadas, ya que la ciudad está siendo bombardeada constantemente. Aún así, eso no significaría que la ciudad está abandonada”. Rusia declaró: “el grupo ucraniano en Donbás sufre pérdidas significativas en mano de obra, armas y equipo militar”. El Ministerio de Defensa del Reino Unido dijo: “es poco probable que alguna de las partes haya ganado terreno significativo en las últimas 24 horas”. Más tarde ese mismo día, Serhiy Haidái admitió que el Ejército de Ucrania fue empujado hacia las afueras de la ciudad debido a un intenso bombardeo ruso.
El 24 de junio, después de tomar las ciudades ucranianas de Hirske, Zoloté, Myrna Dolina y Toshivka, el mando ucraniano ordena retirar a sus fuerzas de Severodonetsk al verse en riesgo de ser embolsadas por las fuerzas rusas. Rusia por su parte informó la captura de la totalidad de la ciudad horas más tarde.
El 25 de junio, el alcalde de Severodonetsk confirmó que la ciudad estaba totalmente bajo control de las fuerzas rusas, finalizando así la batalla por Severodonetsk.

### Control total sobre Lugansk
El 3 de julio, con la captura de las últimas poblaciones que quedaban bajo control ucraniano (Bilohorivka y Lisichansk), las tropas rusas e independentistas hacían efectivo su control total sobre el óblast de Lugansk. Para finales de septiembre las fuerzas ucranianas habían recuperado algunas franjas de territorio en el sur, no obstante la mayor parte del territorio permanece bajo control de la RPL.

### Anexión a Rusia
Del 23 al 27 de septiembre de 2022, se llevó a cabo un referéndum sobre la adhesión a la Federación Rusa. La República Popular de Lugansk votó para unirse de Rusia, con el 94 % de los votos a favor según anunció la Junta Electoral rusa. La Asamblea General de las Naciones Unidas aprobó una resolución llamando a los países a no reconocer la anexión de Rusia.
El 30 de septiembre de 2022, la zona se une a la Federación de Rusia, a través de una ceremonia oficial. Nacía la República Popular de Lugansk, sujeto federal de Rusia.

## Política

### Estatus político de la RPL
En este artículo se examina el actual estatus internacional de la República Popular de Donetsk y de la República Popular de Lugansk. Estas repúblicas fueron dos estados de reconocimiento limitado de Europa Oriental desde su programación en 2014 y 2015 hasta que el 5 de octubre de 2022 fueron integradas como repúblicas en la Federación Rusa tras un referéndum realizado en el contexto de la ocupación rusa de parte del territorio de  Ucrania realizada tras  la invasión rusa de Ucrania del 24 de febrero de 2022.
Tuvieron  el reconocimiento limitado al ser reconocidas, en octubre de 2022, por los estados de  la Federación Rusa, Siria y Corea del Norte. Al mismo tiempo estas repúblicas reconocieron su independencia, una de la otra, y del 24 de mayo de 2014 hasta el 18 de mayo de 2015 eran fundadores y miembros de la Unión de Repúblicas Populares/Nueva Rusia. Ambas repúblicas son reconocidas por Rusia, Siria, Corea del Norte,  Abjasia y Osetia del Sur, estas dos últimas poseyeron un reconocimiento muy limitado internacionalmente.

### Gobierno
Las primeras elecciones presidenciales en la  República Popular de Lugansk se llevaron a cabo el 2 de noviembre de 2014. Los residentes con una edad igual o superior a los dieciocho años se les permitió votar en más de 100 lugares de votación. 
El partido ganador en las primeras elecciones presidenciales fue Paz para la Región de Lugansk y Ígor Plotnitski(líder en aquel entonces de Paz para la Región de Lugansk). En las segundas elecciones generales volvería a ganar el partido Paz para la Región de Lugansk, tanto como en jefe de Estado como en Parlamento. El candidato con más votos fue Leonid Pasechnik con 596.230 votos( el 68,30% de los votos). 
Actualmente el gobierno es legislado por el partido Paz para la Región de Lugansk.

## Geografía
La República de Popular de Lugansk está ubicada en la parte norte del Dombás. Limita al norte con el óblast de Bélgorod y el de óblast de Vorónezh, al sur con la República Popular de Donetsk, al este con el óblast de Rostov, y al oeste con el óblast ucraniano de Járkov. En marzo de 2023, la administración  rusa controla la mayor parte del territorio del óblast de Lugansk, con la excepción de los territorios aledaños a Siversk y Bilohorivka.

### Zona horaria
Lugansk se encuentra en la zona horaria de Moscú (MSK/MSD). UTC +0300 (MSK).

## Fuerzas armadas
La Milicia Popular de la LPR (en ruso: Народная милиция ЛНР) comprende las Fuerzas separatistas rusas del Dombás en la LPR. El 7 de octubre de 2014, por decreto Igor Plotnitsky, se creó la Milicia Popular, con Oleg Bugrov como ministro de Defensa y Comandante en Jefe de la Milicia Popular. Se ha informado que está bajo el control del 2.º Cuerpo de Ejército, que está subordinado al 12.º Comando de Reserva especialmente creado del distrito militar del Sur de las Fuerzas Armadas Rusas en su sede en la ciudad de Novocherkassk,Óblast de Rostov.

## Religión
La población es cristiana ortodoxa rusa o atea.

## Economía
La República Popular de Lugansk usa como moneda oficial el rublo.

## Deporte
La República Popular de Lugansk tiene como deporte principal el fútbol, donde tiene su propia selección: La Selección de fútbol de República Popular de Lugansk.
Lugansk no está afiliado a la FIFA o a la UEFA, y por lo tanto no puede competir en los torneos que estos organizan. Sin embargo el equipo es miembro de ConIFA. Hasta la fecha ha jugado 6 partidos amistosos con resultados de 3 derrotas, 2 empates y una victoria, siendo esta su mejor resultado 3-1 en condición de local a la  selección de fútbol de República Popular de Donetsk. 
El 4 de octubre de 2014, se creó la Lugansk Football Union. Se organizó una reunión para organizar el LFS, a la que asistieron los líderes de LPR (Oleg Akimov) y varios deportistas muy unidos que simpatizaban con Lugansk: Entrenador Honorable de Ucrania Vladislav Glukharev, Presidente de la Asociación de Deportes Públicos de Región de Lugansk Pavel Voikov, Alexander Zhuravlev, entrenador de honor de Ucrania Valery Galustov, Vitaliy Rudnitsky. El presidente de la Unión era el alcalde de Lugansk, Manolis Pilavov, y el director general, Yuri Malygin. La tarea de la nueva estructura era la celebración del campeonato y la copa de Lugansk y la creación del seleccionado nacional, que jugó su primer partido al margen de la república en noviembre de 2014 con el equipo Gornyak (Rovenki). La fecha oficial para el establecimiento del seleccionado nacional se fijó el 19 de marzo de 2015, ya que en este día en Sukhum los residentes de Lugansk jugaron su primer partido nacional contra Abjasia, perdiendo por 1-0. El equipo de fútbol americano fue encabezado por el campeón de la URSS en 1972 como parte del Lugansk Dawn y medallista de bronce en los Juegos Olímpicos de 1972 Anatoly Kuksov.